# 윌리엄 에드먼즈

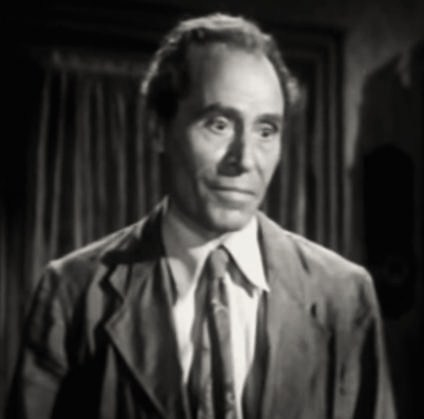

윌리엄 에드먼즈(William Edmunds, 1886년 7월 15일 ~ 1981년 12월 7일)는 이탈리아의 배우, 연극 배우이다.
로스앤젤레스에서 사망하였다.

## 영화
- 캐디 (1953년)
- 더 로우리스 (1950년)
- 애니 넘버 캔 플레이 (1949년)
- 해적 (1948년)
- 댓 하겐 걸 (1947년)
- 왕과 나 (1946년)
- 멋진 인생 (1946년)
- 벨 포 아다노 (1945년)
- 프랑켄슈타인의 집 (1944년)
- 엣지 오브 다크니스 (1943년)
- 사막의 노래 (1943년)
- 누구를 위하여 종은 울리나 (1943년)
- 카사블랑카 (1942년)
- 언홀리 파트너스 (1941년)
- 데이 멧 인 봄베이 (1941년)
- 스미스 부부 (1941년)
- 모탈 스톰 (1940년) - 레만 역
- 이스케이프 (1940년)
- 모퉁이 가게 (1940년)
- 위대한 맥긴티 (1940년)
- 쾌걸 조로 (1940년)
- 바보의 기쁨 (1939년)
- 더 레인스 케임 (1939년)
- 에브리씽 해펀즈 앳 나잇 (1939년)